# Пасо добле
Пасо Добле (от испански: Pasodoble – „2 стъпки“) е испански танц, имитиращ корида.
Пасо добле е бил един от многото испански народни танци, свързани с различни аспекти на испанския живот. В частност пасо добле е с посветен на боевете с бикове. Танцът се основава на музиката изсвирена с биковете по време на влизането на бикоборците или по време на проходите преди убийството.Известен е като един от най-бързите танци, тъй като танцьорите правят около 120-130 удара (стъпки) в минута. Ролята на плаща най-често играе жената. Размерът на такта е 2/4 или 6/8.
За първи път боя с бикове се появил на остров Крит, но чак в началото на 18 век започнали да се провеждат в Испания. Танцът за първи път е изпълнен във Франция през 1920 г., и през 40-те години на 20 век станал популярен във висшето парижко общество, поради което и много стъпки и фигури имат френски наименования.
В англоговорещите страни (а и не само там) танцът не е особено популярен. За сметка на това в Испания, Франция, Виетнам, Австралия и Германия този танц е възприет като социален и се танцува редовно в различни клубове.
Основното отличие на пасо добле от другите танци е позицията на торса – танцува се с повдигнати гърди, широки и отпуснати рамена и фиксирана глава. Хватът е по-висок от стандартния и се осъществява лек контакт между бедрата на танцуващите. При някои движения главата е наклонена напред и надолу. Различните движения могат да се интерпретират като битка между два бика.
Пасо Добле (също като Самба) е прогресивен латиноамерикански танц. Характерно за него от състезателна гледна точка е, че стъпката напред се изпълнява с пета, хватът е по-широк и по-статичен, а движенията в ханша са по-малко (отколкото в другите латиноамерикански танци).
В състезателната програма танцът е четвърти. 